# Galócás
Galócás (románul: Gălăuțaș), falu Romániában, Hargita megyében. 1850-ig Kerekfenyővel, Salamással és Gyergyóhodossal alkották Marosloka települést. Ma is több kisebb faluból áll, melyek 1825 után alakultak ezek Tolésény, Nucény, Galócáspatak, Preluka, Szérűsdomb és Zápogya.

## Fekvése
Gyergyószentmiklóstól 25 km-re északnyugatra, Maroshévíztől 5 km-re délkeletre, a Maros bal partján fekszik.

## Nevének eredete
Neve a galóca nevű halból származik, melyet a Marosban halásztak.

## Története
Galócás nevét 1913-ban Galocás néven említették az oklevelekben.
A trianoni békeszerződésig Csík vármegye Gyergyószentmiklósi járásához tartozott. A falu 1925-ben önállósult Gyergyóvárhegytől.
1930-ban 1591 lakos ból 829 román, 490 magyar, 177 zsidó és 31 cigány. 1992-ben 2766 lakosából 2031 román és 735 magyar volt.
Galócáson hatalmas fafeldolgozó üzem működött 1990-ig, azóta ott is tapasztalható a nagy romlás. Római katolikus temploma a kilencvenes években épült, vegyes lakosságú község.

## Látnivalók
- Ortodox fatemploma 1791-ben épült, Maroshévízről 1903-ban szállították mai helyére.

## Híres emberek
- Itt született 1913-ban Izsák Márton szobrász.
- Itt született 1926-ban Bege Margit színésznő (meghalt: 1967-ben Budapesten)